# Live in Praha
Live in Praha és un vídeo sobre el concert realitzat per la banda britànica Radiohead el dia 23 d'agost de 2009 a Výstaviště Holešovice, Praga, República Txeca.
El vídeo fou filmat pel mateix públic del concert i llavors fou curosament editat per un grup de seguidors. Posteriorment, Radiohead hi va contribuir proveint amb la mateixa gravació d'àudio que va realitzar en el concert. Finalment fou llançat per tot el públic com a descàrrega digital en diversos formats com DVD, HD Quicktime, iPod, XviD i Blu-Ray. El projecte és estrictament gratuït i també la seva compartició.

## Llista de cançons
| Núm.          | Títol                           | Durada |
| ------------- | ------------------------------- | ------ |
| 1.            | «15 Step»                       |        |
| 2.            | «There There»                   |        |
| 3.            | «Weird Fishes/Arpeggi»          |        |
| 4.            | «All I Need»                    |        |
| 5.            | «Lucky»                         |        |
| 6.            | «Nude»                          |        |
| 7.            | «Morning Bell»                  |        |
| 8.            | «2 + 2 = 5»                     |        |
| 9.            | «A Wolf at the Door»            |        |
| 10.           | «Videotape»                     |        |
| 11.           | «(Nice Dream)»                  |        |
| 12.           | «The Gloaming»                  |        |
| 13.           | «Reckoner»                      |        |
| 14.           | «Exit Music (For a Film)»       |        |
| 15.           | «Bangers + Mash»                |        |
| 16.           | «Bodysnatchers»                 |        |
| 17.           | «Idioteque»                     |        |
| 18.           | «Pyramid Song»                  |        |
| 19.           | «These Are My Twisted Words»    |        |
| 20.           | «Airbag»                        |        |
| 21.           | «The National Anthem»           |        |
| 22.           | «How to Disappear Completely»   |        |
| 23.           | «The Bends»                     |        |
| 24.           | «True Love Waits»               |        |
| 25.           | «Everything in Its Right Place» |        |
| Durada total: | Durada total:                   | 120:03 |

## Personal
- Thom Yorke – cantant, guitarra, piano, teclats, percussió
- Jonny Greenwood – guitarra, teclats, ones Martenot, sintetitzador, glockenspiel, percussió
- Ed O'Brien – guitarra, sampler, percussió, veus addicionals
- Colin Greenwood – baix, teclats, percussió
- Phil Selway – bateria, percussió, veus addicionals